# Carel Scholten
Carel Scholten (Amsterdam, 1925 - 5 december 2009) was een Nederlands natuurkundige en computerpionier. 
Scholten doorliep de middelbare school aan het Vossius Gymnasium in Amsterdam. Vanaf 1945 tot 1952 studeerde hij Natuurkunde aan de Universiteit van Amsterdam.
In 1947 werd hem door het Mathematisch Centrum (het latere Centrum voor Wiskunde en Informatica) gevraagd om mee te werken aan de bouw van een automatische rekenmachine. Hij zou dit samen gaan doen met zijn studievriend Bram Loopstra. Ondanks het feit dat beiden geen kennis van de bouw van dit soort systemen hadden werd toch begonnen aan de ARRA I, de Automatische Relais Rekenmachine Amsterdam I. De ARRA I was geen succes, zijn opvolger de ARRA II daarentegen wel. Deze laatste computer werd gebouwd door Scholten, Loopstra en Gerrit Blaauw.
In 1954 werd begonnen met de bouw van de ARMAC (Automatische Rekenmachine Mathematisch Centrum), welke Scholten samen bouwde met Loopstra en Edsger Dijkstra, die verantwoordelijk was voor de software. De ARMAC was bijzonder, omdat het gebruik maakte van transistors.
Scholten ging in 1958 werken voor Electrologica (later Philips Electrologica), waar hij samen met Loopstra de X1 computer zou ontwikkelen. Hij zou bij Philips Electrologica blijven tot 1979, toen hij naar het Philips Natuurkundig Laboratorium overstapte, waar hij tot 1985 bleef.
Aan hem werd in 1991 een eredoctoraat aan de Technische Universiteit Eindhoven verleend.

## Publicaties
- E.W. Dijkstra en C.S. Scholten (1990). Predicate Calculus and Program Semantics. Springer-Verlag ISBN 0-387-96957-8 — Een abstracte, formele beschrijving met weinig voorbeelden